# Castelo Mendo
Castelo Mendo ist ein Ort und eine ehemalige portugiesische Gemeinde im Kreis Almeida. Am 30. Juni 2011 hatte die Gemeinde 87 Einwohner bei einer Fläche von 21,7 km². Castelo Mendo gehört zu den zwölf historischen Dörfern, den Aldeias Históricas.

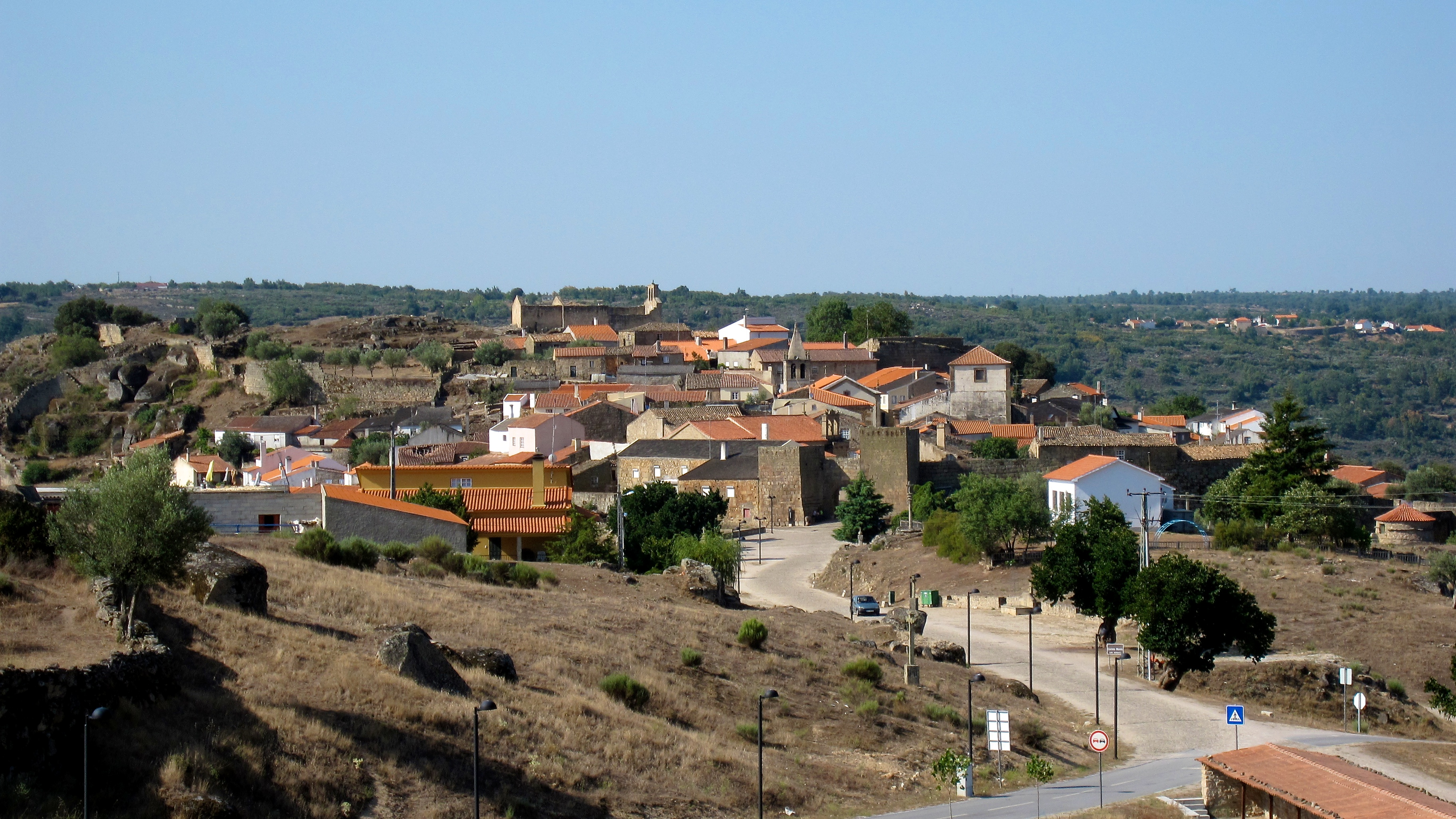
Castelo Mendo

## Geschichte

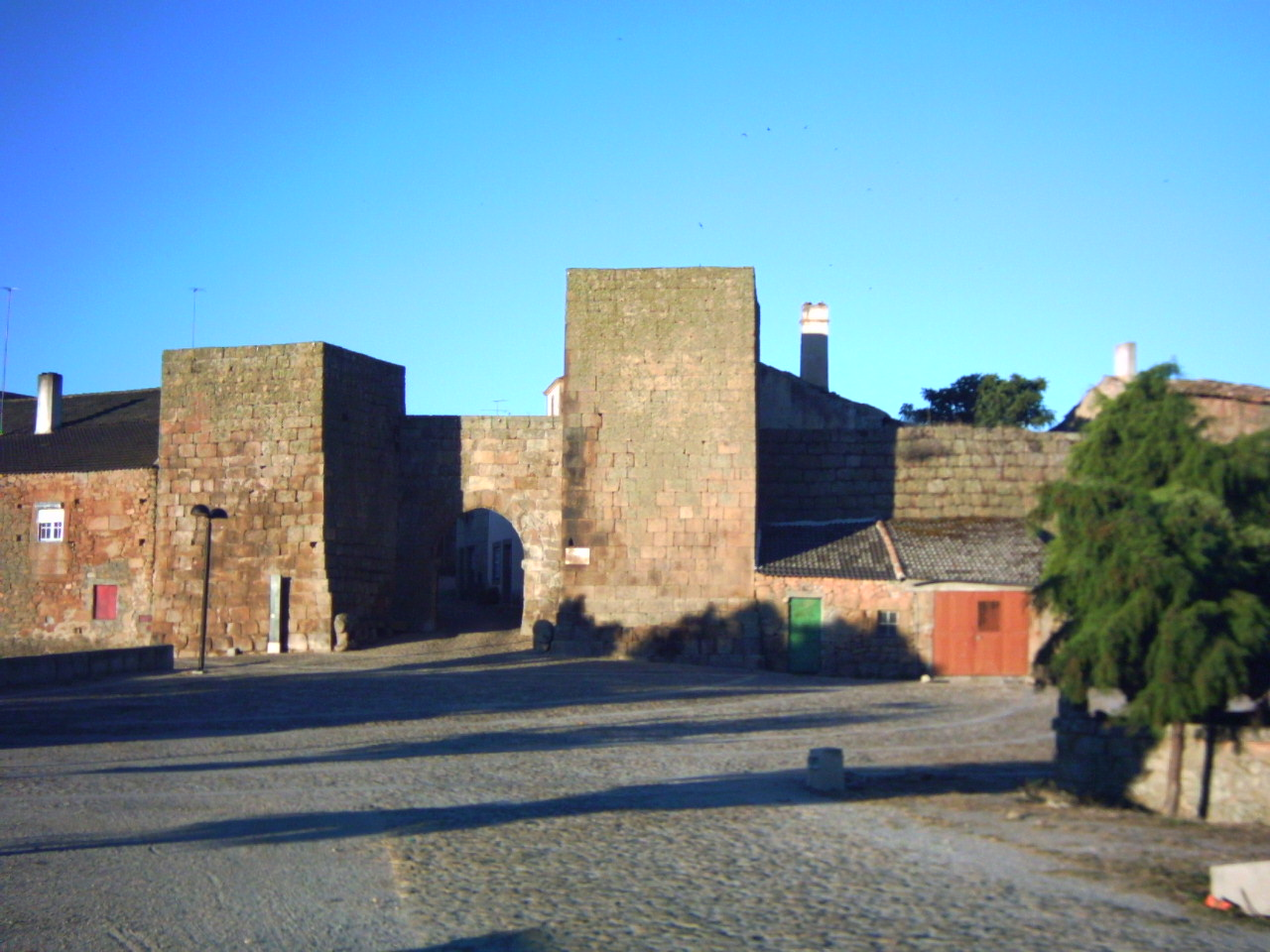
Die Burg von Castelo Mendo (Teilansicht)

Der Ort ist seit der Bronzezeit besiedelt. Seine ersten Stadtrechte (Foral) erhielt Castelo Mendo 1229, von König Sancho II. Bis 1855 war es ein eigener Kreis (Concelho), und gehört seither zum Kreis Almeida.
Am 29. September 2013 wurden die Gemeinden Castelo Mendo, Mesquitela, Monte Perobolço und Ade zur neuen Gemeinde União das Freguesias de Castelo Mendo, Ade, Monteperobolso e Mesquitela zusammengefasst.

## Kultur und Sehenswürdigkeiten

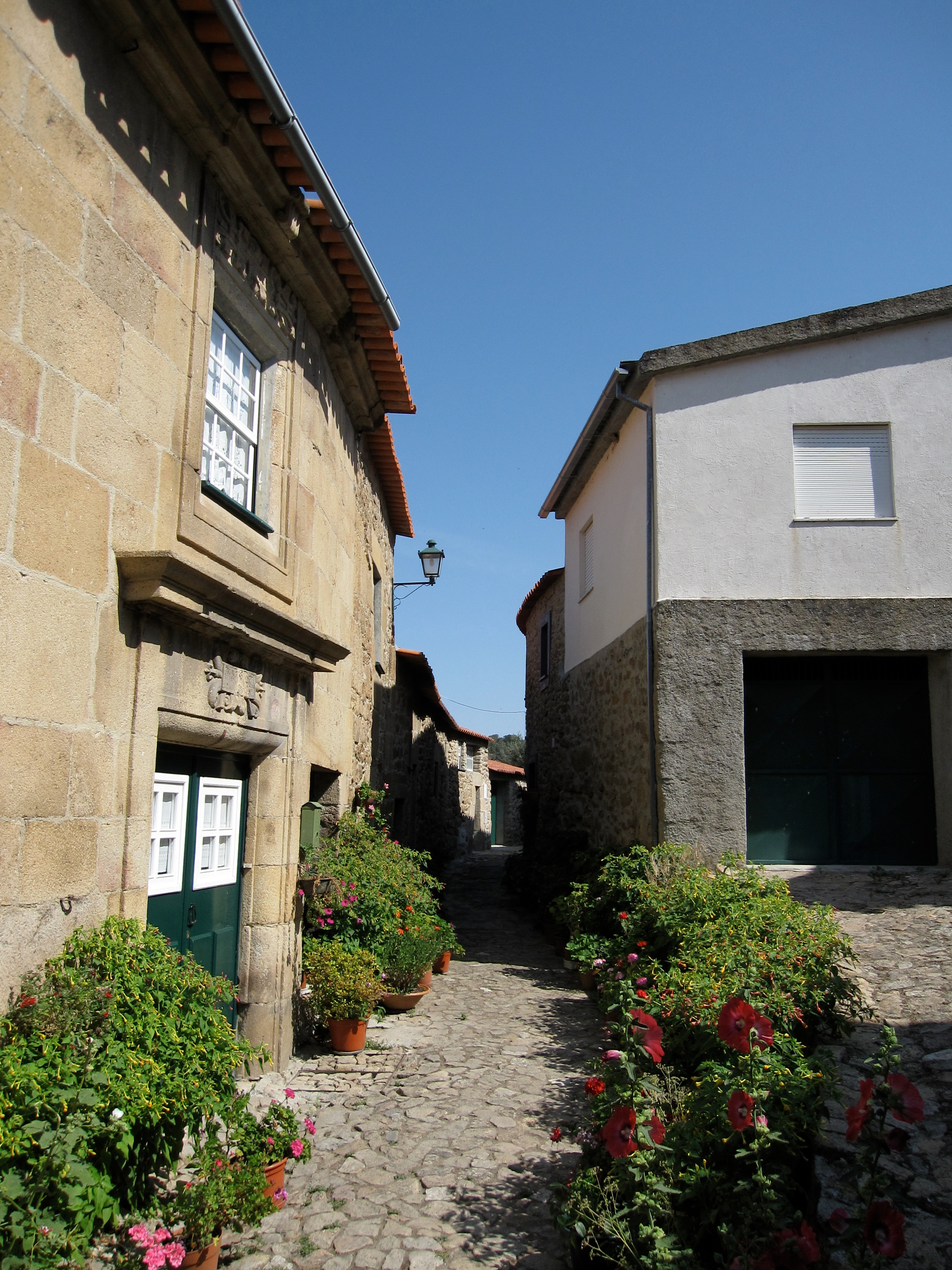
Gasse in Castelo Mendo

Castelo Mendo gehört seit 1998 zu den zwölf besonders geschützten und geförderten historischen Dörfern, den Aldeias Históricas. Unter seinen zahlreichen Baudenkmälern sind teils manuelinische Herrenhäuser, verschiedene Sakralbauten, Brunnen, Steinkreuze, und öffentliche Gebäude. Zu nennen ist insbesondere die seit 1946 unter Denkmalschutz stehende Burganlage aus dem 13. Jahrhundert.
Etwas Besonderes an Castelo Mendo sind seine alten Maulbeerbäume. Sie stehen einzeln im Ort. Einer Geschichte nach versuchte einst ein König, Maulbeeren anzupflanzen, die Seidenraupen als natürliche Nahrungsquelle dienen sollten. Das Unternehmen schlug jedoch fehl; die Maulbeerbäume wuchsen trotzdem und sind für jedermann zugänglich. Es wird sogar eine lokale alkoholische Spezialität aus ihnen gemacht.